# Erythrococca dewevrei
Erythrococca dewevrei là một loài thực vật có hoa trong họ Đại kích. Loài này được (Pax) Prain mô tả khoa học lần đầu tiên vào năm 1911.